# Дависсон, Вальтер
Вальтер Дависсон (нем. Walther Davisson; 15 декабря 1885, Франкфурт-на-Майне — 18 июля 1973, Бад-Хомбург) — немецкий скрипач, дирижёр и музыкальный педагог.

## Биография
Окончил франкфуртскую Консерваторию Хоха (1906) у Адольфа Ребнера, в 1906—1913 гг. играл вторую скрипку в квартете Ребнера. До 1918 г. преподавал там же, затем перебрался в Лейпциг. С 1932 г. возглавлял Лейпцигскую Высшую школу музыки, среди его учеников этого времени, в частности, Сашко Гаврилофф. В этот же период гастролировал как дирижёр и выступал как редактор и публикатор скрипичных произведений Георга Фридриха Генделя, Людвига Шпора, Родольфа Крейцера, Пьера Роде, Джованни Баттиста Виотти, Жака Фереоля Мазаса для известного лейпцигского издательства Peters. В 1941 г. по распоряжению местных органов НСДАП был отправлен в отставку из-за сомнений в его арийском происхождении.
В 1950—1954 гг. первый после Второй мировой войны директор Консерватории Хоха.